# Sōchō
Sōchō (宗長), Sōkan, Saiokuken (né en 1448 dans la province de Suruga et mort le 11 avril 1532), est un poète japonais de renga.
Sōchō est élève du moine bouddhiste et maître de renga Iio Sōgi. Avec celui-ci et Shōhaku, un autre élève, ils composent en 1488 le recueil ranga intitulé Minase Sangin Hyakuin, qui passe pour une des meilleures compositions du genre. Après la mort de son maître Sōgi, il écrit Sōgi shūen ki (« Récit des derniers moments de Sōgi »). Ses mémoires Sōchō shuki (宗長手記) paraissent de 1522 à 1527. De 1530 à 1531, il rédige le journal Sōchō nikki.